# Di chuyển trên cây

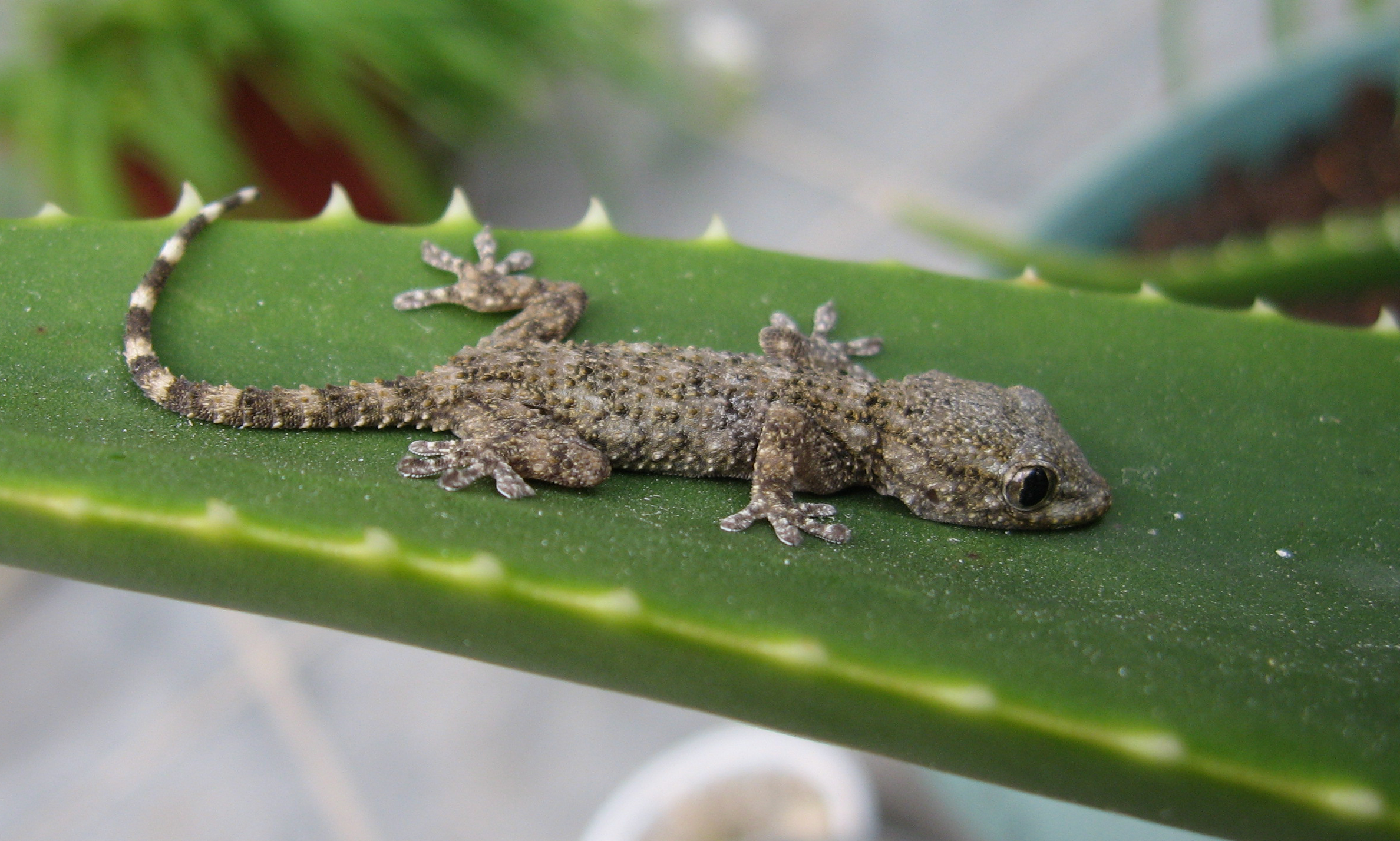
Một con tắc kè sống trên cây

Di chuyển trên cây (Arboreal locomotion) hay trèo cây là sự vận động của động vật trên cây. Trong môi trường sống có cây cối, nhiều loài động vật đã tiến hóa để di chuyển trên giá thể đó. Một số động vật có thể thỉnh thoảng treo cây, nhưng một số khác là chuyên biệt về leo trèo và sống ở trên cây. Môi trường sống đặt ra nhiều thách thức cơ học đối với động vật di chuyển qua chúng và dẫn đến nhiều hậu quả về mặt giải phẫu, hành vi và sinh thái cũng như các biến thể ở các loài khác nhau. Hơn nữa, nhiều nguyên tắc tương tự có thể được áp dụng cho việc leo trèo mà không có cây, chẳng hạn như trên các đống đá hoặc vách núi. Loài động vật bốn chân-tetrapod được biết đến sớm nhất với các tiến hóa chuyên biệt thích nghi với việc trèo cây là Suminia, vào kỷ Permi muộn, khoảng 260 triệu năm trước. Một số động vật chỉ sống được trên cây chẳng hạn như ốc cây.